# Manuel Gonzalo Matéu
Manuel Gonzalo Matéu (Guarromán, Jaén; 18 de junio de 1929-Bellavista (Sevilla); 1 de febrero de 2014) fue un político, sindicalista y líder vecinal español.

## Reseña biográfica

### Nacimiento e infancia
Manuel Gonzalo Matéu nace en el seno de una familia humilde. Debido a la inestabilidad política de la época, Manolo vive tres regímenes políticos distintos antes de cumplir los 10 años.
Educado en la escuela pública de la II República e hijo de un concejal del Partido Comunista, su infancia se ve truncada con el golpe militar de 1936. Su padre es represaliado y encarcelado y Manuel se ve obligado a abandonar los estudios y trabajar de porquero con once años para ayudar a sostener a su familia económicamente.

### Una vida de lucha sindical
Con 14 años empezó a trabajar en el campo, recogiendo aceituna, escardando trigo, segando etc. Y fue, junto a otros chicos, protagonista de sus primeras protestas y amagos de rebeldía. Se declararon en huelga, pero al día siguiente, ante el temor y las amenazas, volvieron al tajo.
Tras desplazarse a Ciudad Real, pasó a dedicarse a las faenas agrícolas, dónde participó en su primera huelga con quince años. Trabajó también en el sector minero.
Con 16 años, deja el campo y se pone trabajar en las minas de plomo de Linares (Jaén). En 1954 cuando tenía 25 años se trasladó a Cabezarrubias del Puerto (Ciudad Real), para seguir trabajando en las minas de plomo de la localidad. Un año más tarde, se casa con Mariana Palomares, su compañera inseparable.
En 1958, deja la mina y se coloca a trabajar en una empresa de la industria química de Puertollano. En 1959 ingresa en el PCE a través de la célula clandestina de la Empresa Nacional Calvo Sotelo de fertilizantes. En este mismo año participa en la huelga de la cuenca minera de Puertollano.
Al año siguiente se traslada a Sevilla, al barrio de Bellavista y, después de trabajar en diversos sitios, se coloca en la empresa SACA (Sociedad Anónima de Construcciones Agrícolas), donde continuó su trabajo político en el PCE y se destaca como sindicalista por su labor defendiendo derechos y mejoras de las condiciones de vida para los trabajadores.
Manolo Gonzalo formó parte del pequeño núcleo de trabajadores metalúrgicos sevillanos cuyo impulso recompuso el movimiento obrero en la ciudad, dando lugar al nacimiento de las Comisiones Obreras de Sevilla.

### Lucha vecinal en Bellavista y reconocimiento
Durante el periodo de actividad política, sindical y vecinal de Manuel Gonzalo bajo el franquismo, fue amenazado, detenido y encarcelado.  Tras la caída de la dictadura, Manuel Gonzalo se embarca en la lucha vecinal en el barrio sevillano de Bellavista.
Las condiciones de vida en Bellavista durante esos años eran durísimas. No existía red de alcantarillado, ni de agua potable, ni calles urbanizadas, las aguas fecales corrían por medio de las calles... En esas condiciones, Manuel junto a otros muchos vecinos y vecinas inician una larga lucha vecinal para mejorar las condiciones de vida de sus convecinos.
La abnegación de su lucha a lo largo de toda su vida obtiene el reconocimiento vecinal cuándo, en el año 2008, con 79 años de edad, el Excmo. Ayuntamiento de Sevilla, acuerda dedicar la calle donde vivió tantos años en el barrio de Bellavista a su recuerdo y memoria, rotulándola con su nombre: “Manuel Gonzalo Matéu”.

### Legado
Durante los últimos años de su vida, se dedicó a escribir miles de folios sobre todo lo que recordaba de su vida.
En 2011 publica sus memorias bajo el título “Una vida gota a gota” de la editorial “El Páramo”.
Fallece el 1 de febrero de 2014. Fue despedido en el cementerio de Dos Hermanas (Sevilla) en un solemne homenaje por sus familiares, centenares de vecinos, camaradas de partido y sindicalistas.

## Premios y reconocimientos
- Incluido en el callejero de la localidad de Sevilla.